# Campeonato Mundial de Remo de 2012
O Campeonato Mundial de Remo de 2012 foi a 42º edição do Campeonato Mundial de Remo, foi realizado no rio Maritsa em Plovdiv, Bulgária. Foram realizadas provas não olímpicas

## Resultados

### Masculino
| Evento                              | Ouro | Prata | Bronze |
| ----------------------------------- | --- | --- | --- |
| Dos con timonel M2+ (18.08)         | Stanislau Shcharbachenia · Aliaxandr Kazubouski · Piotr Piatrynich (t) · Bielorrússia · 6:55,33                                                                                                | Michael Molina · Benjamin Lang · Benjamin Manceau (t) · França · 6:55,93 | Kai Langerfeld · Peter McClelland · Dane Lawson (t) · Canadá · 6:56,61                                                                      |
| Scull ind. ligero LM1X (19.08)      | Henrik Stephansen · Dinamarca · 6:56,41 | Péter Galambos · Hungria · 6:57,50 | Andrew Campbell · Estados Unidos · 6:57,88                                                                                                  |
| Dos sin timonel ligero LM2- (19.08) | Luca De Maria · Armando Dell'Aquila · Itália · 6:37,11 | Arnoud Greidanus · Joris Pijs · Países Baixos · 6:37,18 | Fabien Tilliet · Jean-Christophe Bette · França · 6:39,88                                                                                   |
| Cuatro scull ligero LM4X (18.08)    | Adam Sobczak · Mariusz Stańczuk · Artur Mikołajczewski · Miłosz Jankowski · Polónia · 5:55,03                                                                                                  | Georgios Konsolas · Nikolaos Afentoulis · Panagiotis Magdanis · Eleftherios Konsolas · Grécia · 5:56,74                                                                                 | Liang Yangyang · Guo Yang · Fa Guofeng · Kong Deming · China · 5:57,12                                                                      |
| 8 con timonel ligero LM8+ (18.08)   | Matthias Schömann-Finck · Jost Schömann-Finck · Martin Kühner · Jonas Schützeberg · Christian Hochbruck · Jochen Kühner · Bastian Seibt · Lars Wichert · Martin Sauer (t) · Alemanha · 5:44,10 | Jiří Vlček · Catello Amarante · Salvatore Di Somma · Davide Riccardi · Livio La Padula · Martino Goretti · Andrea Caianiello · Matteo Pinca · Gianluca Barattolo (t) · Itália · 5:46,78 | Ke Feng · Meng Yulja · Wang Jiahai · Shi Shuai · Zheng Xiaoyun · Hou Zhenwei · Li Qiang · Zhao Jingbin · Wang Minjian (t) · China · 5:47,85 |

- (t) - timoneiro

### Feminino
| Evento                           | Ouro                                                                                    | Prata                                                                                      | Bronze                                                                           |
| -------------------------------- | --------------------------------------------------------------------------------------- | ------------------------------------------------------------------------------------------ | -------------------------------------------------------------------------------- |
| Scull ind. ligero LW1X (19.08)   | Alexandra Tsiavou · Grécia · 7:32,37                                                    | Michaela Taupe-Traer · Áustria · 7:37,04                                                   | Alena Kryvasheyenka · Bielorrússia · 7:38,93                                     |
| Cuatro scull ligero LW4X (18.08) | Magdalena Kemnitz · Jaclyn Halko · Agnieszka Renc · Weronika Deresz · Polónia · 6:36,17 | Helene Olsen · Sarah Jürgensen · Christina Pultz · Sarah Christensen · Dinamarca · 6:37,82 | Giulia Pollini · Enrica Marasca · Elena Coletti · Erika Bello · Itália · 6:39,13 |

## Quadro de Medalhas
| Ordem | País           | Medalha de ouro | Medalha de prata | Medalha de bronze | Total |
| ----- | -------------- | --------------- | ---------------- | ----------------- | ----- |
| 1     | Polónia        | 2               | 0                | 0                 | 2     |
| 2     | Itália         | 1               | 1                | 1                 | 3     |
| 3     | Dinamarca      | 1               | 1                | 0                 | 2     |
| 3     | Grécia         | 1               | 1                | 0                 | 2     |
| 5     | Bielorrússia   | 1               | 0                | 1                 | 2     |
| 6     | Alemanha       | 1               | 0                | 0                 | 1     |
| 7     | França         | 0               | 1                | 1                 | 2     |
| 8     | Áustria        | 0               | 1                | 0                 | 1     |
| 8     | Hungria        | 0               | 1                | 0                 | 1     |
| 8     | Países Baixos  | 0               | 1                | 0                 | 1     |
| 11    | China          | 0               | 0                | 2                 | 2     |
| 12    | Canadá         | 0               | 0                | 1                 | 1     |
| 12    | Estados Unidos | 0               | 0                | 1                 | 1     |
|       | TOTAL          | 7               | 7                | 7                 | 21    |